# Лисогор, Алексей Фёдорович
Алексей Фёдорович Лисогор (род. 30 апреля 1986, Ялта) — украинский пауэрлифтер.

## Биография
Родился в 1986 г. в Ялте. Учился в Ялтинской СОШ № 2. В спорт пришёл в 2005 году. Окончил в 2008 г. Таврический национальный университет имени В. И. Вернадского, специалист по физической реабилитации.
Ялтинский спортсмен, многократный призёр и чемпион мира, рекордсмен и чемпион Украины, Европы и мира Алексей Лисогор.
В 9 лет Алексей Лисогор сломал бедро, и после 3 месяцев в больнице не мог нормально ходить. Нужна была реабилитация, и ему посоветовали тренажерный зал и плавание. Плавание он вскоре бросил, а в спортзале — остался. Тренер — Игорь Драпак — предложил попробовать себя в профессиональном спорте. Тогда же Алексей впервые выиграл Чемпионат Крыма в Феодосии и принял приглашение выступать в профессиональной лиге. В 2007-м он выиграл Чемпионат мира среди юниоров в Канаде, а до этого в Австрии, где выступал в гостевой категории, установил мировой рекорд. Потом был небольшой перерыв, и в 2008-году — «серебро» на Чемпионате мира в Майами, после чего начал показывать действительно серьёзный результат наряду со своими именитыми заморскими соперниками.